# جونگ ئه ری
جونگ ئه-ری (کره‌ای: 정애리؛ زادهٔ ۱۱ اوت ۱۹۶۰) بازیگر اهل کره جنوبی است.

## زندگی شخصی
جونگ ئه-ری در سال ۲۰۰۵ پس از ۲۰ سال ازدواج، از همسر اول خود جدا شد. آنها یک دختر به نام جی-هیون دارند. جونگ ئه-ری در سال ۲۰۱۱ با جی سونگ-ریونگ، یک بیزنس‌من که در دانشگاه یونسه الهیات خوانده‌است، ازدواج کرد.

## فیلم‌شناسی
- منتخب فیلم‌شناسی

### مجموعه‌های تلویزیونی
- سانگ دو! بیا بریم مدرسه (کی‌بی‌اس۲، ۲۰۰۳) - گونگ شیم-ران
- دریاسالار جاوید یی سون شین (کی‌بی‌اس۱، ۲۰۰۴) - مادر یی سون شین، بانو بیون
- خانواده کیمچی (جی‌تی‌بی‌سی، ۲۰۱۱) - جونگ هیون-سوگ
- قلعه آسمان (جی‌تی‌بی‌سی، ۲۰۱۸) - مادام یون
- سقوط بر روی تو (تی‌وی‌ان، ۲۰۱۹) - کیم یون-هی
- موش (تی‌وی‌ان، ۲۰۲۱) - دبیر کاخ آبی